# Acropimpla bifida
Acropimpla bifida là một loài tò vò trong họ Ichneumonidae.